# Trachymene tenuissima
Trachymene tenuissima är en flockblommig växtart som beskrevs av Ferdinand von Mueller. Trachymene tenuissima ingår i släktet Trachymene och familjen flockblommiga växter. Inga underarter finns listade i Catalogue of Life.